# 스쿨 어택 2018
《스쿨 어택 2018》은 SBS MTV의 예능 프로그램으로, 인기 아이돌 그룹들이 학교로 찾아가 청소년들과 소통하자는 취지로 기획한 프로그램으로 첫번째 시리즈이다.

## 기획 의도
지금 가장 핫한 K-POP 스타가, 우리 학교에 온다면? 10대들의 워너비, 아이돌 스타가 정해진 학교를 깜짝 방문하여 아무것도 모르는 학생들 앞에 서프라이즈로 등장! 깜짝 미니 콘서트는 물론, 스타와 함께 하는 다양한 프로그램들로 학생들에게 영원히 잊지 못할 추억을 선물하는 프로그램

## 에피소드 목록

### 시즌 1
| 회차  | 방송 일자           | 어택 스타  | 팬 네임        | 어택 학교명                      |
| ----- | ------------------- | ---------- | -------------- | -------------------------------- |
| 1~2회 | 7월 2일 ~ 7월 9일   | NCT 127    | NCTzen         | 전주대학교 사범대학 부설고등학교 |
| 3~4회 | 7월 16일 ~ 7월 23일 | 몬스타엑스 | Monbebe        | 인천세무고등학교                 |
| 5~6회 | 7월 30일 ~ 8월 6일  | NU'EST W   | L.O.Λ.E        | 반송고등학교                     |
| 5~6회 | 7월 30일 ~ 8월 6일  | 프리스틴 V |                | 반송고등학교                     |
| 7~8회 | 8월 13일 ~ 8월 20일 | 트리플 H   | 빈칸           | 한민고등학교                     |
| 7~8회 | 8월 13일 ~ 8월 20일 | 모모랜드   | Merry-go-round | 한민고등학교                     |

### 시즌 2
| 회차    | 방송 일자             | 어택 스타 | 팬 네임 | 어택 학교명          |
| ------- | --------------------- | --------- | ------- | -------------------- |
| 9~10회  | 10월 22일 ~ 10월 29일 | iKON      |         | 경복비즈니스고등학교 |
| 11~12회 | 11월 5일 ~ 11월 12일  | NCT DREAM |         | 예일여자중학교       |

## 같이 보기
- 스쿨 어택 2019 - 후속
- 스쿨 어택